# Pristimantis gaigei
Pristimantis gaigei es una especie de anfibio anuro de la familia Craugastoridae.
Se distribuyen por el sudeste de Costa Rica, Panamá y oeste de Colombia, en altitudes entre 20 y 200 m. Se trata de una especie nocturna de bosques húmedos de tierras bajas primarios y bosques secundarios.